# Медаль имени Риттера фон Спикса

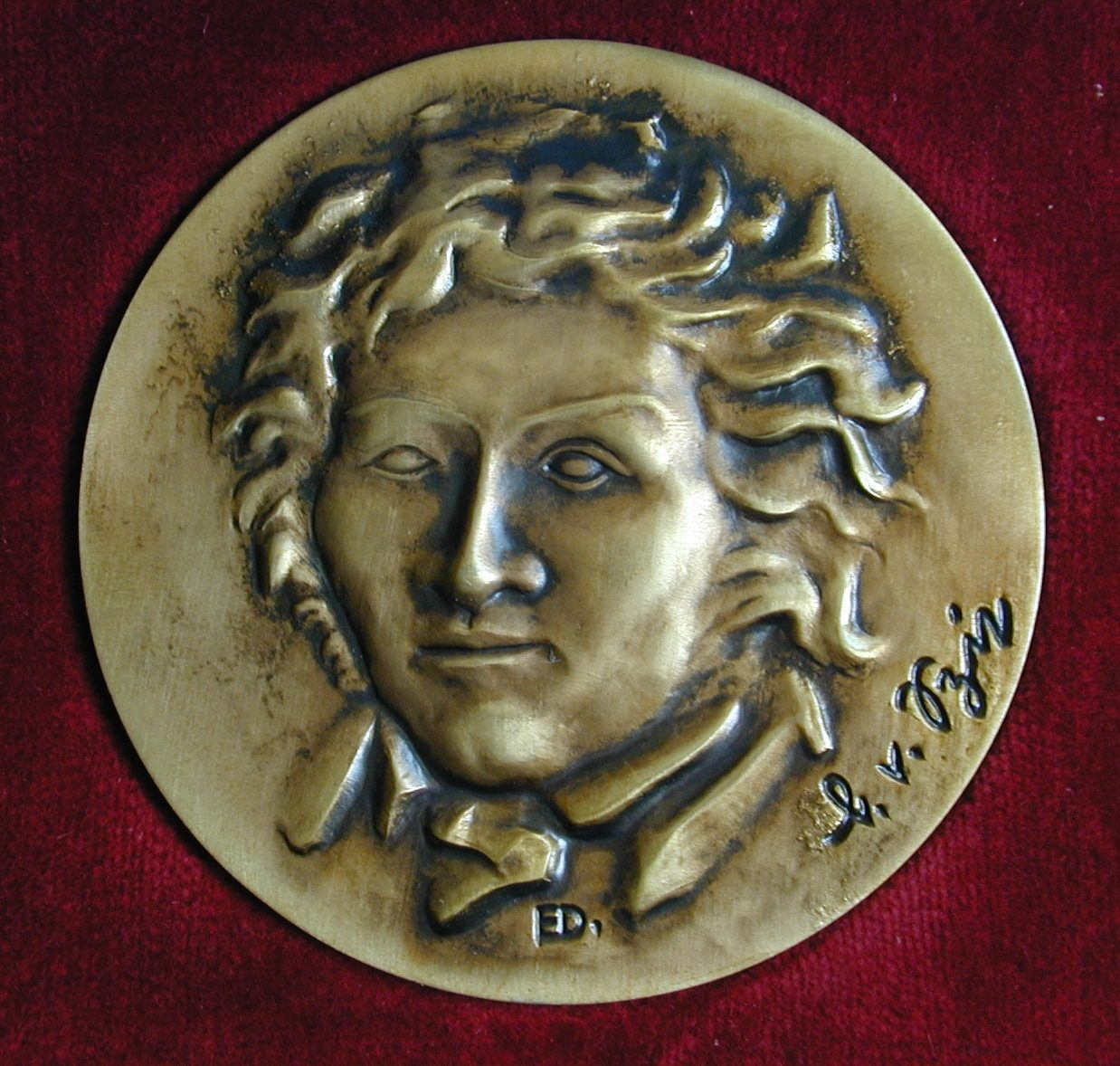
Медаль имени Риттера фон Спикса

Медаль имени Риттера фон Спикса учреждена в 1981 году в честь 200-летия со дня рождения немецкого естествоиспытателя Иоганна Баптиста фон Спикса (1781—1826) и вручается особенно заслуженным покровителям и меценатам Государственной зоологической коллекции Мюнхена, а также за достижения в теоретической таксономии, филогении и в области исследования эволюции.

## Награждённые с 2000 года
- Philippe Darge (2013)
- Axel Alf (2011)
- Lutz W. R. Kobes (2010)
- Zoltán Varga (2008)
- Karl-Heinz Fuchs (2003)
- Heinz Politzar (2003)
- Thomas Witt (2001)
- Claude Herbulot (2001)
- Ulf Eitschberger (2000)